# Miniopterus shortridgei
Miniopterus shortridgei é uma espécie de morcego da família Miniopteridae. Pode ser encontrada na Indonésia e Timor-leste.